# Megaphobema peterklaasi
Megaphobema peterklaasi là một loài nhện trong họ Theraphosidae.
Loài này thuộc chi Megaphobema. Megaphobema peterklaasi được Joachim Schmidt miêu tả năm 1994.